# Ständehaus (Burghausen)

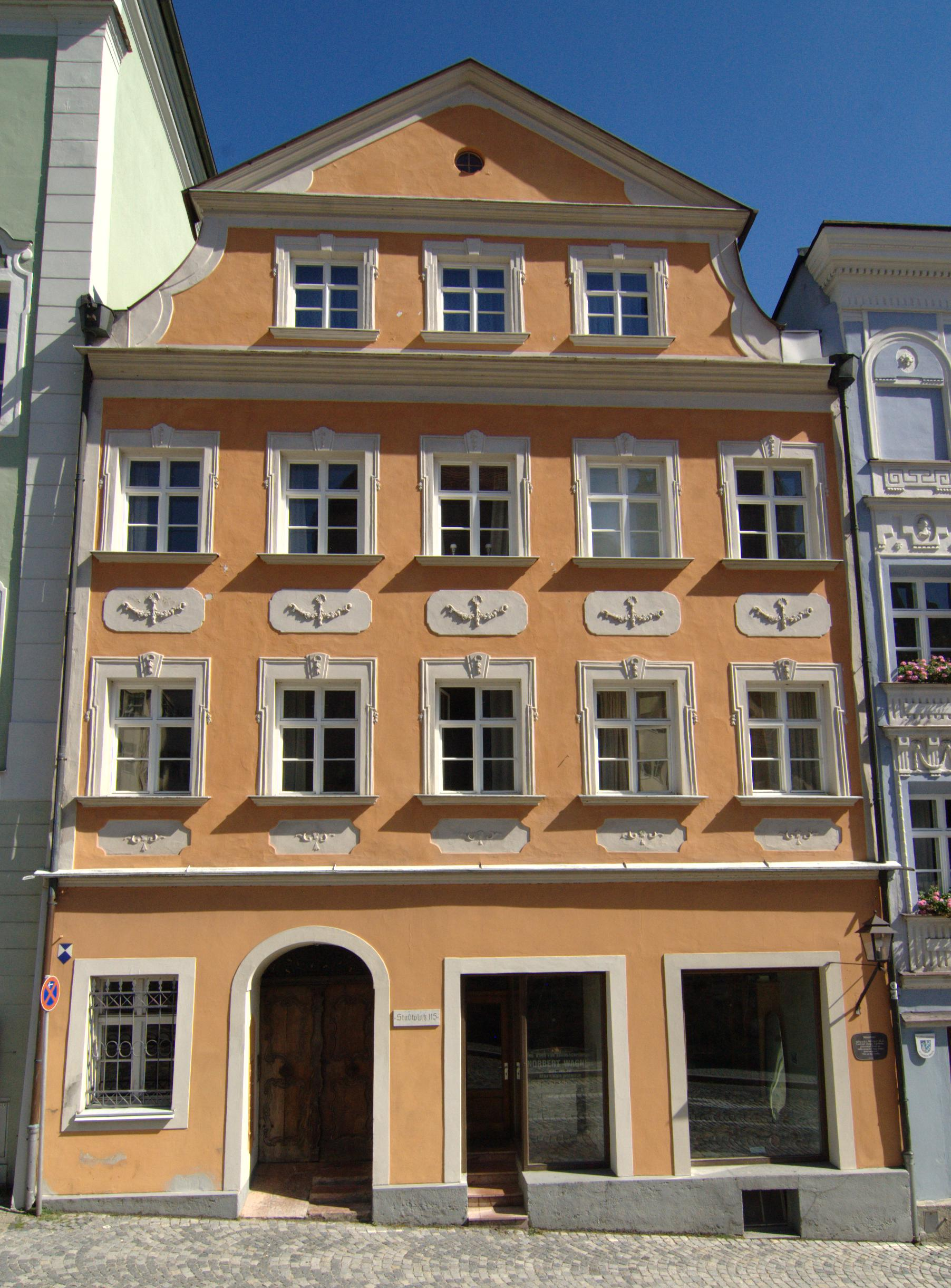
Ständehaus am Stadtplatz 115

Das ehemalige Ständehaus ist ein Baudenkmal am Stadtplatz in Burghausen.

## Geschichte
Das Gebäude am Stadtplatz 115 wurde bereits um 1400 als Haus am Steg erwähnt. Die klassizistische Fassade entwarf Stadtmaurermeister Franz Anton Glonner im ersten Viertel des 19. Jahrhunderts. Ab dem dritten Viertel des 18. Jahrhunderts gehörte das Haus der Landschaft, den bayerischen Landständen. Deren Nachfolgeorganisation, das Rentamt war noch bis 1808 in dem Gebäude untergebracht, bevor der Sitz der Behörde in die Grüben 182 verlegt wurde.

## Gebäude
Das dreigeschossige Gebäude mit hohem Sockelgeschoss, fünf Obergeschossachsen und Dreiecksgiebel, sowie kräftig profilierten Gesimsen stammt im Kern aus dem 16./17. Jahrhundert. Das Satteldach ist zum Stadtplatz hin zu einem Giebel abgewalmt. Das Rückgebäude ist ein viergeschossiger Walmdachbau mit Putzgliederung, vermutlich aus dem 18. Jahrhundert. Im Keller findet sich ein Tonnengewölbe und ein Katzenkopf- bzw. Ziegelplattenpflaster vermutlich aus dem 16./17. Jahrhundert. Die zweiflügelige, geschnitzte Eichentüre öffnet sich zu einer Eingangshalle mit einem herrschaftlichen Treppenaufgang mit Balustergeländer. Das Gewölbe mit böhmischen Kappen ist aus dem 1. Viertel des 19. Jahrhunderts. Zur Salzachseite hin befindet sich im Erdgeschoss der ehemalige Versammlungssaal der Stände.